# Березник (Берёзовский район)
Березник — деревня в Берёзовском районе Пермского края. Входит в состав Переборского сельского поселения.

## Географическое положение
Деревня расположена примерно в 1,5 км к северу от административного центра поселения, деревни Перебор, и к северу от райцентра, села Берёзовка.

## Население
| 2010 | 2014 | 2015 | 2016 |
| ---- | ---- | ---- | ---- |
| 6    | ↘5   | →5   | →5   |

## Топографические карты
- Лист карты O-40-79. Масштаб: 1 : 100 000. Издание 1980 г.